# Лерьер
Лерье́р (фр. Lairière) — коммуна во Франции, находится в регионе Лангедок — Руссильон. Департамент коммуны — Од. Входит в состав кантона Мутуме. Округ коммуны — Каркасон.
Код INSEE коммуны — 11186.

## Население
Население коммуны на 2008 год составляло 47 человек.
| 1962 | 1968 | 1975 | 1982 | 1990 | 2008 |
| ---- | ---- | ---- | ---- | ---- | ---- |
| 18   | 25   | 21   | 24   | 32   | 47   |

## Экономика
В 2007 году среди 33 человек в трудоспособном возрасте (15—64 лет) 16 были экономически активными, 17 — неактивными (показатель активности — 48,5 %, в 1999 году было 78,3 %). Из 16 активных работали 11 человек (7 мужчин и 4 женщины), безработными были 5 мужчин. Среди 17 неактивных 2 человека были учениками или студентами, 7 — пенсионерами, 8 были неактивными по другим причинам.